# 105. peruť (Izrael)
105. peruť (hebrejsky טייסת 105‎) Izraelského vojenského letectva, známá též jako Škorpióni, byla založena v prosinci 1950 jako stíhací peruť vyzbrojená Spitfiry a později provozovala stroje P-51 Mustang, Dassault Super Mystère, IAI Sa'ar a F-4 Phantom II. V současné době operuje se stroji F-16D ze základny Chacor.
V roce 2009 zvítězila v soutěži Izraelského letectva o přesnost protizemních úderů.